# Musca gabonensis
Musca gabonensis este o specie de muște din genul Musca, familia Muscidae, descrisă de Macquart în anul 1855. Conform Catalogue of Life specia Musca gabonensis nu are subspecii cunoscute.